# خانم بروکس ما
خانم بروکس ما (انگلیسی: Our Miss Brooks) یک فیلم است که در سال ۱۹۵۶ منتشر شد. از بازیگران آن می‌توان به ایو آردن، گیل گوردون، دان پورتر، و رابرت راکول اشاره کرد.